# Cacia batoensis
Cacia batoensis är en skalbaggsart som beskrevs av Stefan von Breuning 1956. Cacia batoensis ingår i släktet Cacia och familjen långhorningar. Inga underarter finns listade.